# Entoloma poliopus

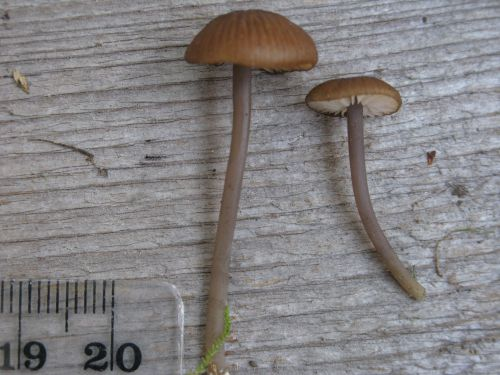

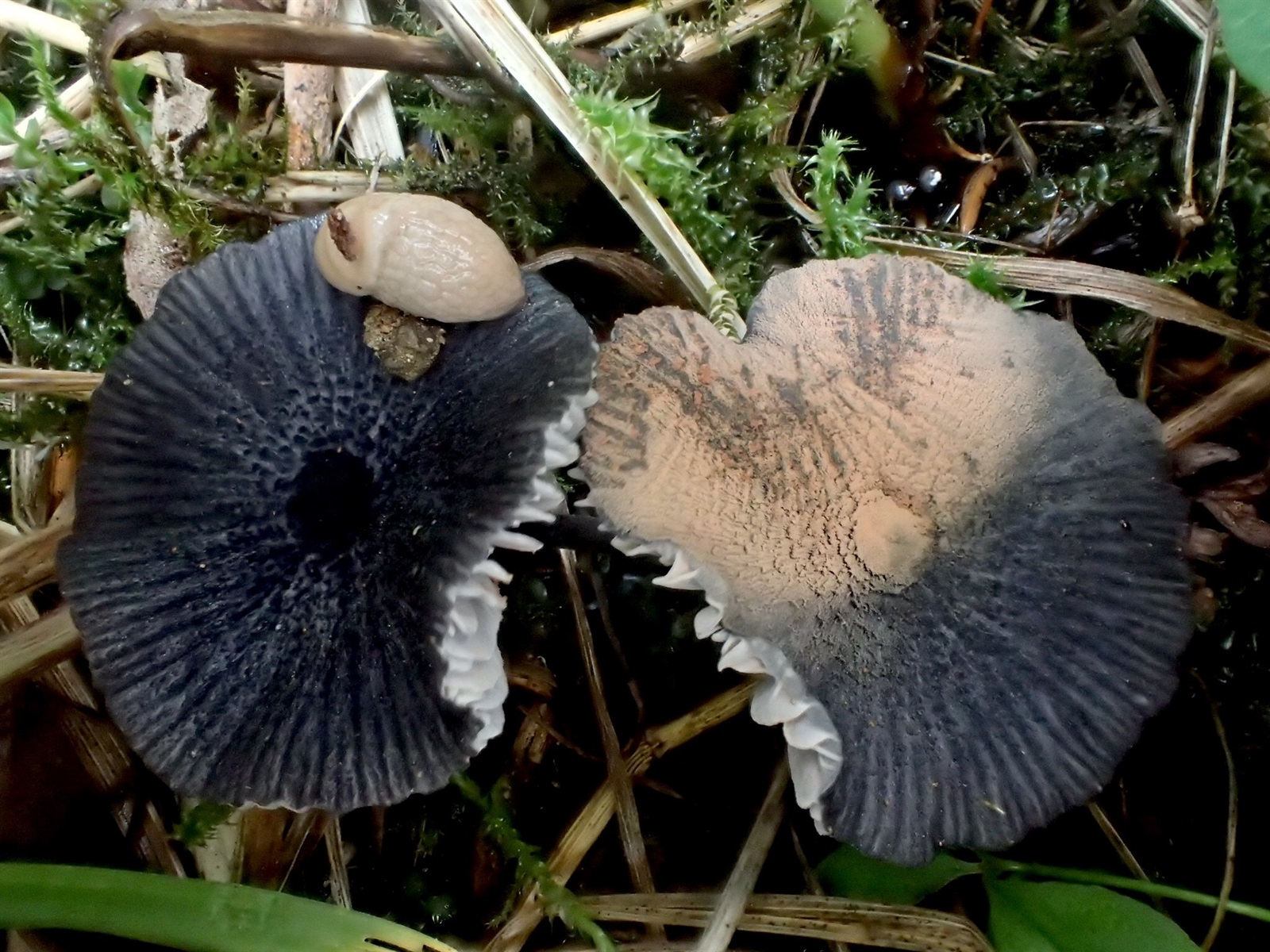

Entoloma poliopus (Romagn.) Noordel. – gatunek grzybów z rodziny dzwonkówkowatych (Entolomataceae).

## Systematyka i nazewnictwo
Pozycja w klasyfikacji według Index Fungorum: Entoloma, Entolomataceae, Agaricales, Agaricomycetidae, Agaricomycetes, Agaricomycotina, Basidiomycota, Fungi.
Po raz pierwszy opisał go w 1954 r. Henri Charles Louis Romagnesi, nadając mu nazwę Rhodophyllus poliopus. Obecną nazwę nadał mu Machiel Evert Noordeloos w 1979 r. Ma 6 synonimów. Niektóre z nich:
- Leptonia poliopus (Romagn.) P.D. Orton 1991
- Rhodophyllus poliopus Romagn. 1954[2].

## Morfologia
Kapelusz
Średnica 10–40 mm, początkowo stożkowaty lub stożkowo-dzwonkowaty z podwiniętym brzegiem, później wypukły z lekko lub wyraźnie wklęsłym środkiem i prostym brzegiem, niehigrofaniczny. Powierzchnia matowa lub błyszcząca, brązowoszara z prawie czarnym środkiem, jaśniejsza w kierunku brzegu, całkowicie omszona lub drobno łuskowata lub włóknista na brzegu i delikatnie łuskowata w środku.
Blaszki
Od 20 do 30, l = 3–7, o szerokości do 5 mm, średnio gęste, zwykle przyrośnięte, czasem prawie wolne, brzuchate, początkowo bladobrązowe, potem różowe. Ostrza równe, brązowe.
Trzon
Wysokość 25–60 mm, grubość 1–4 mm, cylindryczny lub spłaszczony z podłużnym rowkiem, początkowo pełny, potem pusty. Powierzchnia początkowo ciemnoniebieska, potem blaknąca do niebiesko-brązowej, na wierzchołku naga lub delikatnie oprószona, u podstawy z białą grzybnią.
Miąższ
Cienki, pod skórką kapelusza i trzonu tej samej barwy, wewnątrz jaśniejszy, bez zapachu i smaku, lub z lekkim mącznym zapachem i smakiem.
Cechy mikroskopowe
Podstawki 30–55 × 7–10 µm, 4-zarodnikowe, bez sprzążek. Zarodniki 8–13,5 × 6–9 µm, Q = 1,2–1,7, w zarysie elipsoidalne, w widoku z boku 5–8–kątne. Krawędź blaszek sterylna. Cheilocystydy 40- l10 × 5-18 µm, cylindryczne do maczugowatych z brązowym pigmentem wewnątrzkomórkowym. Strzępki skórki w kapeluszu na brzegu typu cutis, w kierunku środka trichoderma do hymeniderma, cylindryczne lub napęczniałe, o szerokości 7–15 µm z napęczniałymi elementami końcowymi o szerokości do 25 µm i brązowym, wewnątrzkomórkowym pigmentem. Brak sprzążek.

## Występowanie i siedlisko
Podano występowanie Entoloma poliopus w Ameryce Środkowej, Europie, Azji, Afryce i na niektórych wyspach Oceanu Indyjskiego. Najwięcej stanowisk podano w Europie. Jest tu szeroko rozprzestrzeniona, ale rzadka. Brak jej w wykazie wielkoowocnikowych grzybów podstawkowych Polski Władysława Wojewody z 2003 r. Po raz pierwszy w Polsce jej stanowiska podano w 2018 r. w Puszczy Białowieskiej. Aktualne stanowiska podaje także internetowy atlas grzybów. Znajduje się w nim na liście gatunków zagrożonych i wartych objęcia ochroną.
Grzyb naziemny występujący na słabo nawożonych, półnaturalnych użytkach zielonych na glebach torfowych lub piaszczystych, zwłaszcza wzdłuż dużych rzek i na nadmorskich wydmach. Owocniki tworzy w małych grupkach zazwyczaj od czerwca do października.